# Truth (filme)
Truth (bra: Conspiração e Poder; prt: Verdade) é um filme australo-estadunidense de 2015, do gênero drama biográfico-policial, escrito e dirigido por James Vanderbilt baseado no livro de memórias Truth and Duty: The Press, the President and the Privilege of Power, da jornalista Mary Mapes.
A trama foca a controvérsia dos documentos de Killian e os últimos dias do âncora Dan Rather e da produtora Mary Mapes na CBS News. É estrelado por Cate Blanchett como Mapes e Robert Redford como Rather.

## Elenco
- Cate Blanchett como Mary Mapes
- Robert Redford como Dan Rather
- Topher Grace como Mike Smith
- Dennis Quaid como cel. Roger Charles
- Elisabeth Moss como Lucy Scott
- Bruce Greenwood como Andrew Heyward
- David Lyons como Josh Howard
- John Benjamin Hickey como Mark Wrolstad
- Stacy Keach como Bill Burkett
- Noni Hazlehurst como Nicki Burkett
- Dermot Mulroney como Lawrence Lanpher
- Rachael Blake como Betsy West
- Andrew McFarlane como Dick Hibey
- William Devane como voz do gen. Hodges ao telefone

## Lançamento
O filme teve sua estreia mundial no Toronto International Film Festival de 2015. Recebeu um lançamento limitado nos Estados Unidos em 16 de outubro de 2015, antes de ser lançado em todo o país em 30 de outubro de 2015, pela Sony Pictures Classics.